# الحود (الحلو)

تعديل مصدري - تعديل

الحود محلة تابعة لقرية الحلو، التابعة لعزلة بني وائل بمديرية حزم العدين إحدى مديريات محافظة إب في الجمهورية اليمنية، بلغ تعداد سكانها 20 حسب تعداد اليمن لعام 2004.